# توبیاس میکلسن
توبیاس میکلسن (دانمارکی: Tobias Pilegaard Mikkelsen زادهٔ ۱۸ سپتامبر ۱۹۸۶) بازیکن فوتبال اهل دانمارک است. پست تخصصی این بازیکن نیز، مهاجم است.

## باشگاهی
از باشگاه‌هایی که در آن بازی کرده‌است می‌توان به باشگاه فوتبال بروندبی، باشگاه فوتبال نورشلان، گروتر فورث، باشگاه فوتبال روزنبورگ، باشگاه فوتبال نورشلان اشاره کرد

## تیم ملی
وی برای تیم ملی دانمارک ۸ بازی انجام داده و ۱ گل به ثمر رسانده‌است.